# Kharif-Feldfrüchte

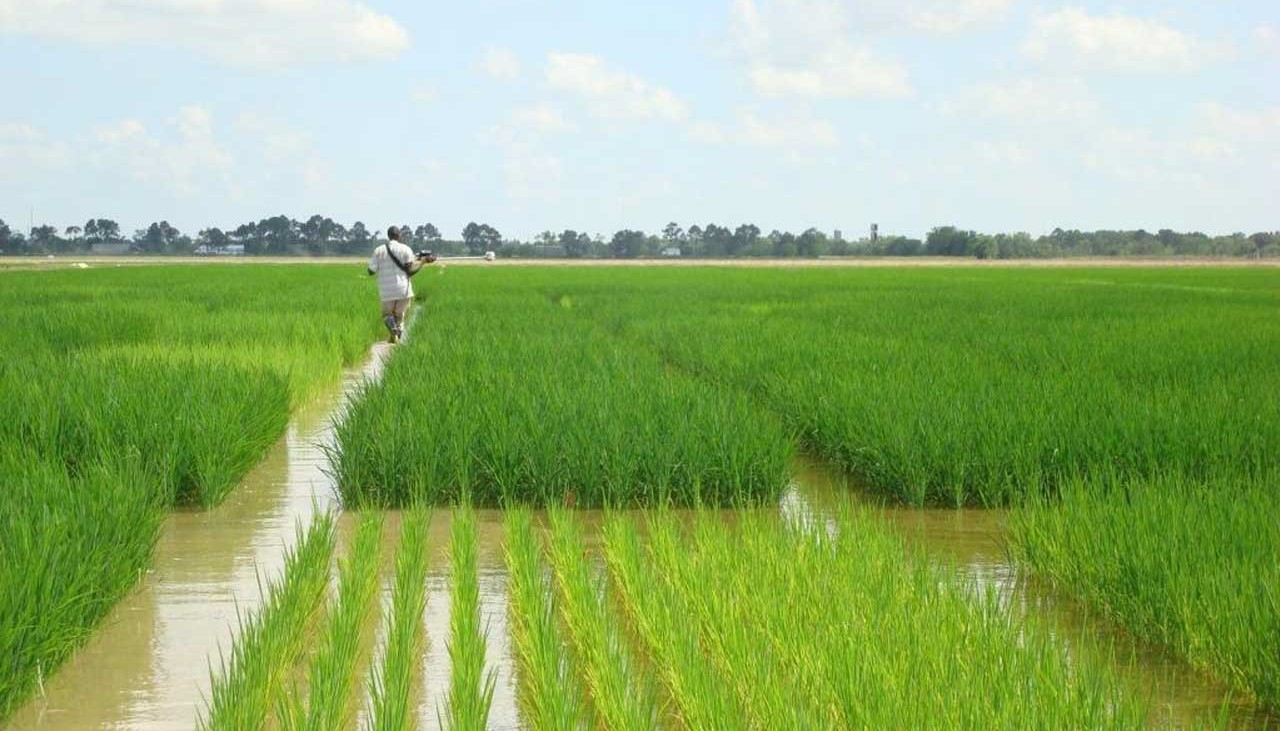
Ein Reisfeld im nördlichen pakistanischen Teil des Punjab

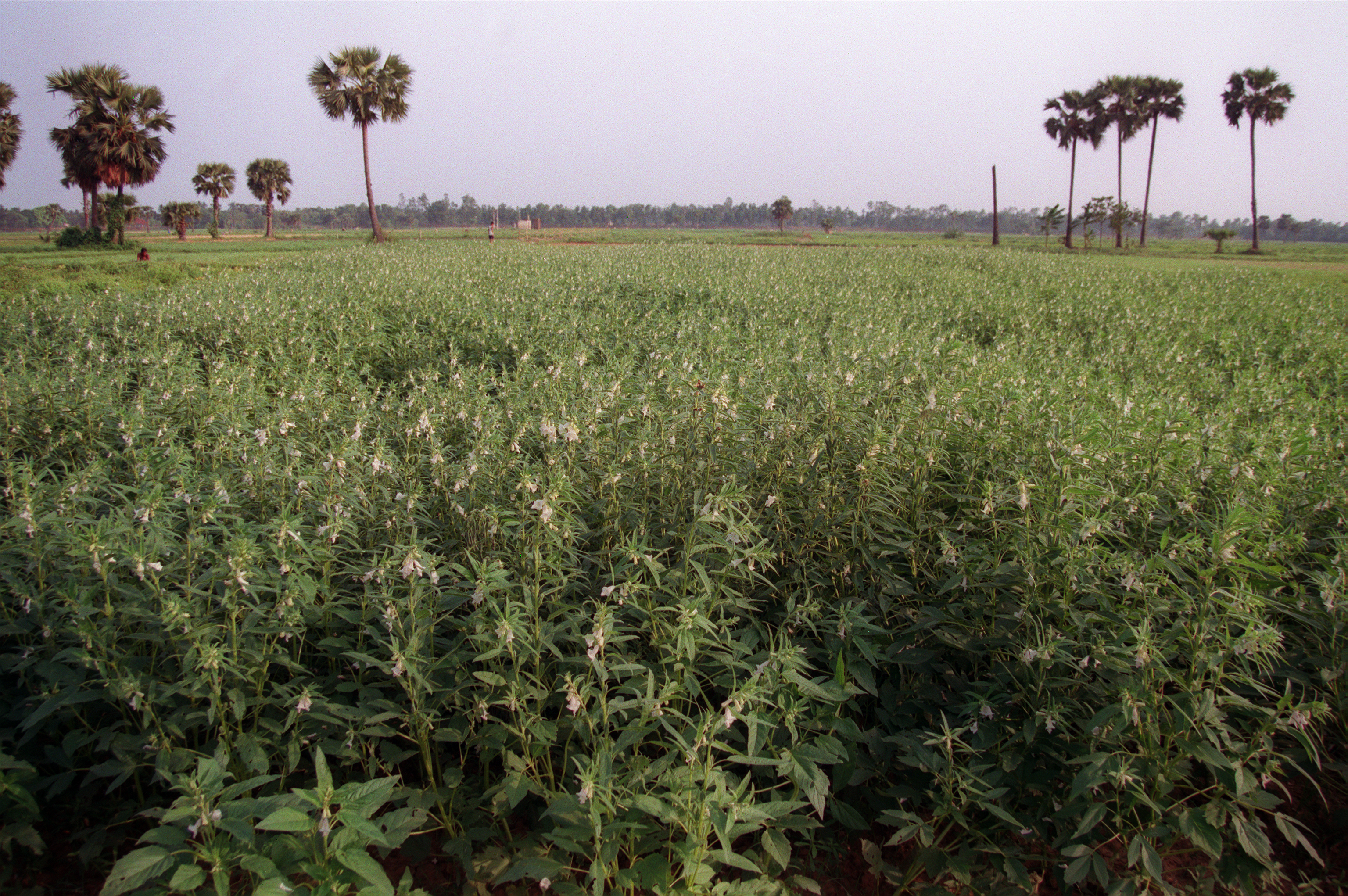
Sesamfeld in Bengalen

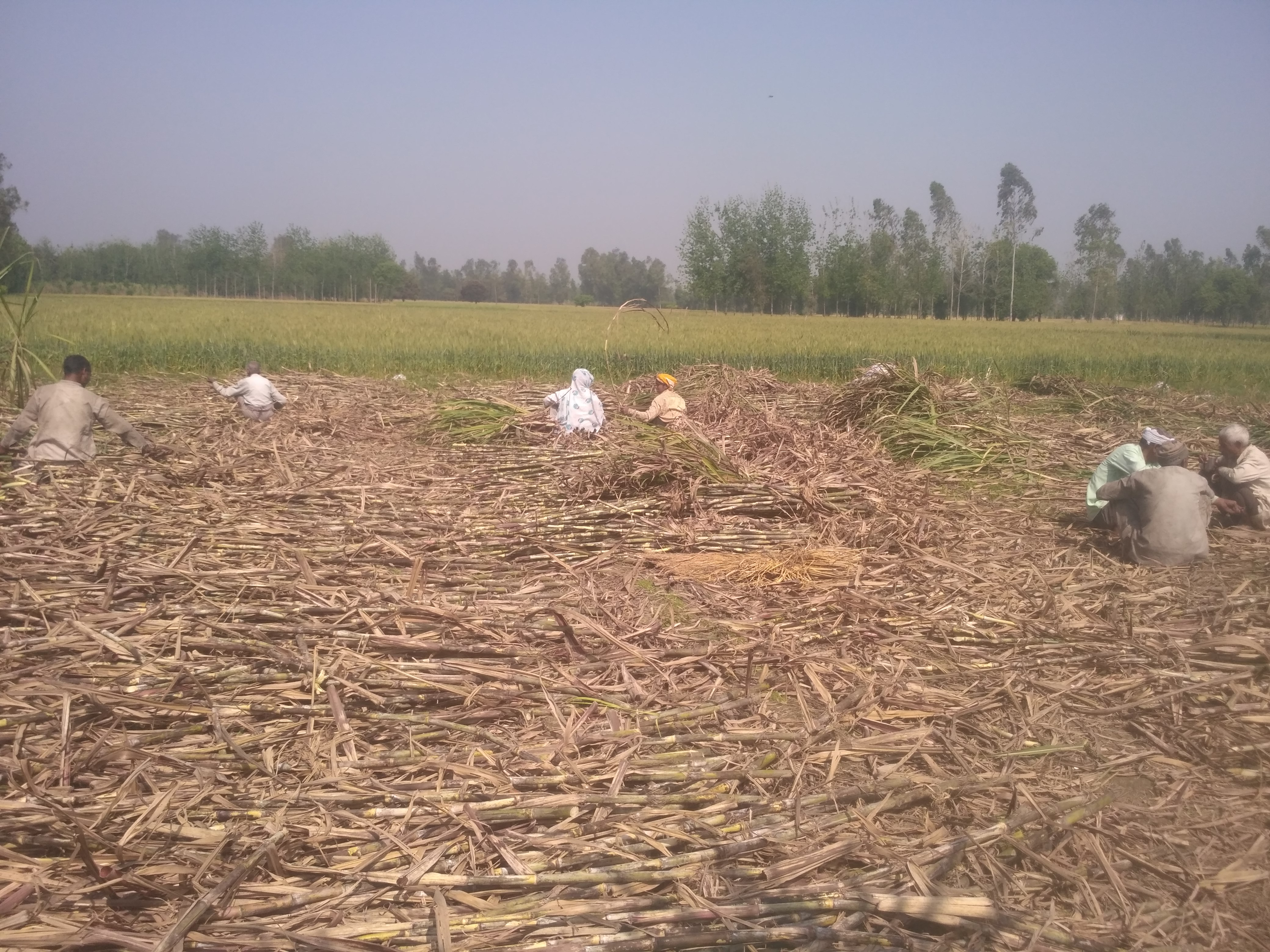
Zuckerrohrernte in Uttar Pradesh

Kharif-Feldfrüchte (Hindi ख़रीफ़ की फ़सल, Urdu خریف کی فصلیں, englisch Kharif crops) sind Ackerbauprodukte, die auf dem Indischen Subkontinent (Indien, Pakistan, Bangladesch) im Frühling und Frühsommer ausgesät und im Herbst bis Winter geerntet werden („Sommer-Feldfrüchte“, „Herbst-Ernte“). Der Begriff leitet sich von خريف / ḫarīf, einer arabischen Bezeichnung für den Monsun, ab. Kharif-Feldfrüchte werden im Gegensatz zu den Rabi-Feldfrüchten gesetzt. Letztere werden im Winter ausgesät und im Frühsommer geerntet. Als dritte, kleinere Kategorie existieren noch die Zaid-Feldfrüchte, die in der kurzen Zwischensaison zwischen Rabi- und Kharif-Feldfrüchten, hauptsächlich von März bis Juni angebaut und geerntet werden. 
Kharif-Feldfrüchte sind solche, die in der feucht-heißen Monsunperiode heranreifen. Häufig sind es Pflanzen, die aus den Tropen oder Subtropen stammen. Sie werden typischerweise ausgesät, wenn sich die Vorboten des Südwestmonsuns ankündigen (Mai bis Juli), und geerntet, wenn der Monsun abklingt (Oktober bis November). Die Zeiten variieren mit der unterschiedlichen Ankunft des Südwestmonsuns auf dem indischen Subkontinent.
Im südindischen Bundesstaat Telangana wird seit 2020 im offiziellen Sprachgebrauch die Telugu-Bezeichnung Vanakalam bzw. Vaanakalam für die Kharif-Saison verwendet.
| Feldfrucht           | Botanischer Name            |
| -------------------- | --------------------------- |
| Reis                 | Oryza L.                    |
| Zuckerrohr           | Saccharum officinarum L.    |
| Sesam                | Sesamum indicum L.          |
| Sorghumhirse (Jowar) | Sorghum bicolor (L.) MOENCH |
| Perlhirse (Bajra)    | Triticum aestivum L.        |
| Mais                 | Zea mays L.                 |
| Erdnüsse             | Arachis L.                  |
| Sojabohnen           | Glycine max (L.) Merr.      |
| Kurkuma              | Curcuma longa L.            |
| Baumwolle            | Gossypium L.                |